# Račkauskas
Račkauskas ist ein litauischer männlicher Familienname, abgeleitet vom litauischen Namen Račkys.

## Personen
- Andrius Račkauskas (* 1981), Handballspieler
- Arimantas Račkauskas (* 1940), Politiker, Verkehrsvizeminister und Bürgermeister von Kaunas
- Rytis Mykolas Račkauskas (* 1959), Politiker, Bürgermeister von Panevėžys
- Visvaldas Račkauskas (* 1957), Polizeijurist
- Vytautas Račkauskas (* 1961), Politiker, Bürgermeister von Visaginas